# Takydromus madaensis
Espèce
Takydromus madaensis est une espèce de sauriens de la famille des Lacertidae.

## Répartition
Cette espèce est endémique de la province de Đồng Nai dans le sud du Viêt Nam.

## Étymologie
Son nom d'espèce, composé de mada et du suffixe latin -ensis, « qui vit dans, qui habite », lui a été donné en référence au lieu de sa découverte, la forêt Ma Da.

## Publication originale
- Bobrov, 2013 : A new species of grass lizard (Reptilia, Sauria, Lacertidae, Takydromus) from southern Vietnam. Herpétologie Moderne, vol. 13, no 3-4, p. 97-100.